# Novodonetske (Kramatorsk)
Novodonetske (en ucraniano: Новодонецьке; en ruso: Новодонецкое, romanizado: Novodonétskoye) es un pueblo ucraniano perteneciente al óblast de Donetsk. Situado en el este del país, forma parte del raión de Kramatorsk y del municipio (hromada) homónimo.

## Geografía
Novodonetske se encuentra a orillas del río Vodiana, 24 km al norte de Dobropilia y 115 km al noroeste de Donetsk. 

## Historia
El pueblo fue fundado en 1956 en relación con la construcción de una mina y recibió el título de asentamiento de tipo urbano en 1960. 
Hasta el 18 de julio de 2020, Novodnetske fue parte del municipio de Dobropilia. El municipio fue abolido en julio de 2020 como parte de la reforma administrativa de Ucrania, que redujo el número de raiones del óblast de Donetsk a ocho. El territorio del municipio de Dobropilia se fusionó con el raión de Kramatorsk.En 2023, Novodonetske perdió el estatus de asentamiento de tipo urbano en la legislación ucraniana debido a la eliminación de este estatus administrativo.

## Demografía
La evolución de la población de Novodonetske entre 1989 y 2022 fue la siguiente:
| 6631                                                          | 6294 | 5903 | 5859 | 5775 | 5597 |
| (Fuente: Cities & Towns of Ukraine y UKRAINE: Größere Städte) |      |      |      |      |      |

Según el censo de 2001, la lengua materna de la mayoría de los habitantes, el 54,84%, es el ucraniano; del 44,80% es el ruso.

## Infraestructura

### Educación
En Novodonetsk hay 2 escuelas y 3 jardines de infancia.

### Transporte
Por Novodonetske discurre la carretera territorial T-05-15.